# Charles Bombardier
Charles Bombardier (né en 1974) est un ingénieur, un innovateur et un mécène canadien ,,, qui crée des concepts de véhicules avec l’organisme Imaginactive qu’il a fondé ,, En 2016, il reçoit le prix des personnes les plus novatrices ,, pour son travail en design industriel.

## Biographie
Charles Bombardier est né à Valcourt, au Canada , Son grand-père, Joseph-Armand Bombardier, a été fondateur des sociétés Bombardier et BRP ; il est l’inventeur de la motoneige. En 1991, Charles Bombardier décroche son premier emploi à 16 ans au sein de l’entreprise familiale sur la chaîne de montage de motoneiges Ski-Doo à Valcourt,.

## Éducation
Bombardier obtient son premier diplôme technique au CEGEP de Lévis-Lauzon en 1994. Il fréquente ensuite l'École de technologie supérieure à Montréal, Québec, où il acquiert, en 1998, une licence d'ingénieur en mécanique. En 2011, il obtient un certificat en gouvernance du conseil d'administration de l'Université Laval,.
En 2015, il complète sa maîtrise en sciences appliquées (M.Sc.A.) en rédigeant un mémoire sur le financement participatif  et la gestion de l'innovation  En 2016, il entame ses recherches à L’université de Sherbrooke et s'inscrit au doctorat de la faculté de génie,.

## Carrière
Bombardier commence sa carrière chez BRP où il dirige diverses équipes d'ingénierie incluant le VTT Bombardier Traxter XL, la motoneige Elite de Ski-Doo  et la première moto Spyder de Can-Am,. En 2008, il quitte l’entreprise familiale pour créer des prototypes de véhicules électriques. En 2013, ses recherches se concentrent sur le processus d'idéation du produit. Il commence alors à transformer ses idées en concepts liés à l'avenir de la mobilité,,,.Le Toronto Globe and Mail l'engage en 2013 pour écrire une chronique hebdomadaire,,. En 2016, le magazine Wired de Conde Nast suit pour lui offrir un poste de chroniqueur,.
Charles Bombardier est l'un des premiers investisseurs dans l’incubateur Tandem Launch, fondé en 2013 par Helge Seetzen. Il continue d'investir avec sa famille dans des entreprises et incubateurs canadiens,, En 2016, il est élu au conseil d’administration de l'Ordre des ingénieurs du Québec. En 2017, il commence à collaborer avec l'Organisation de l'aviation civile internationale (OACI) et est nommé conseiller principal pour l'avenir de l'aviation en 2018.

## Design Industriel
C. Bombardier a commencé à publier ses concepts en 2013,,,, En date de février 2019, il avait publiée et partagé plus de 325 concepts allant des produits récréatifs aux voitures, bateaux et avions. Chaque concept comprend une brève description de projet. C. Bombardier collabore avec des designers industriels du monde entier afin de convertir sa vision en modèles 3D et images graphiques , Il ne brevette pas ses idées, il les publie sur le site Imaginactive.org afin d’inspirer le public, promouvoir l'innovation et recueillir les commentaires pour améliorer ses idées.

### Autres Concepts

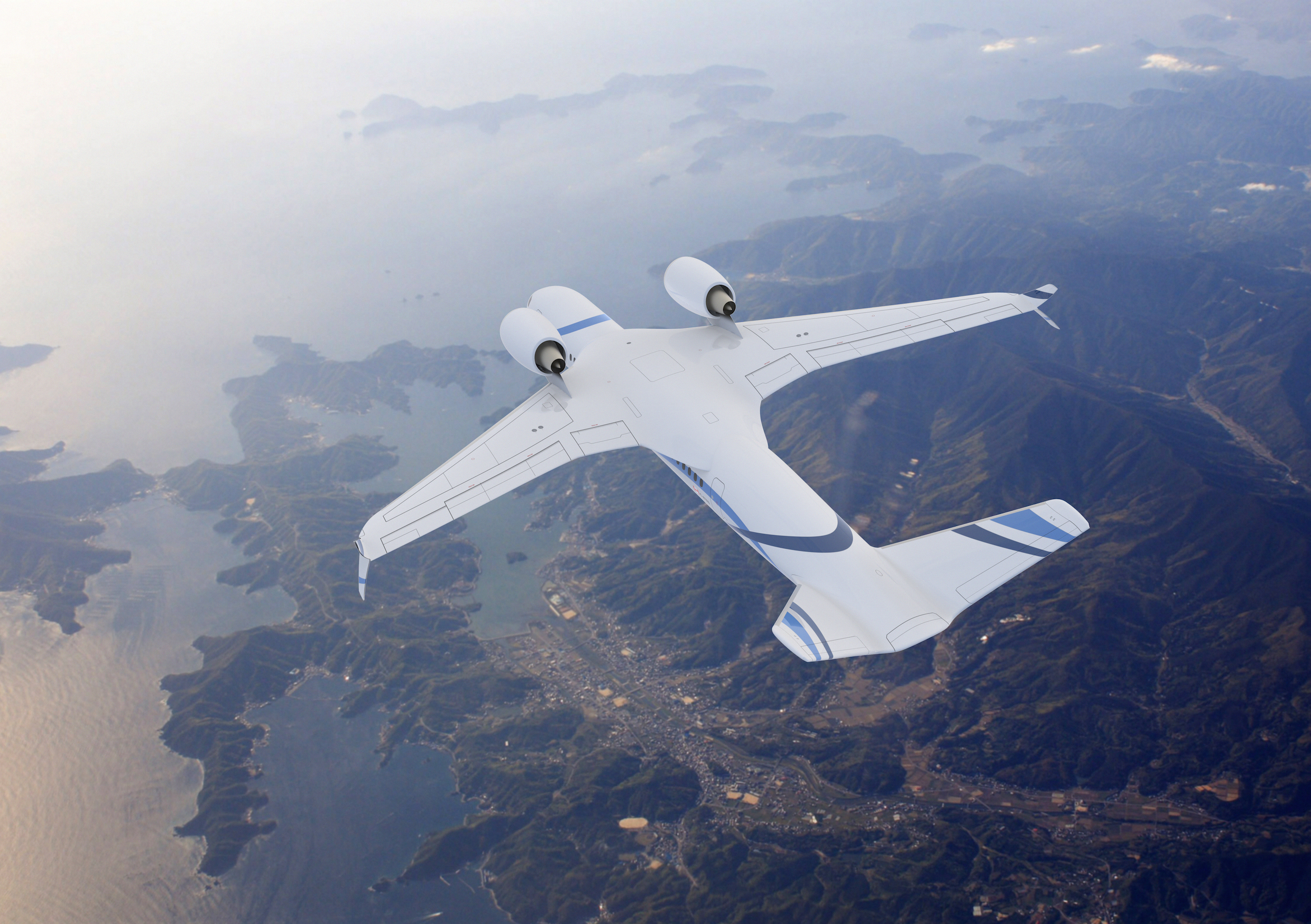
Antares
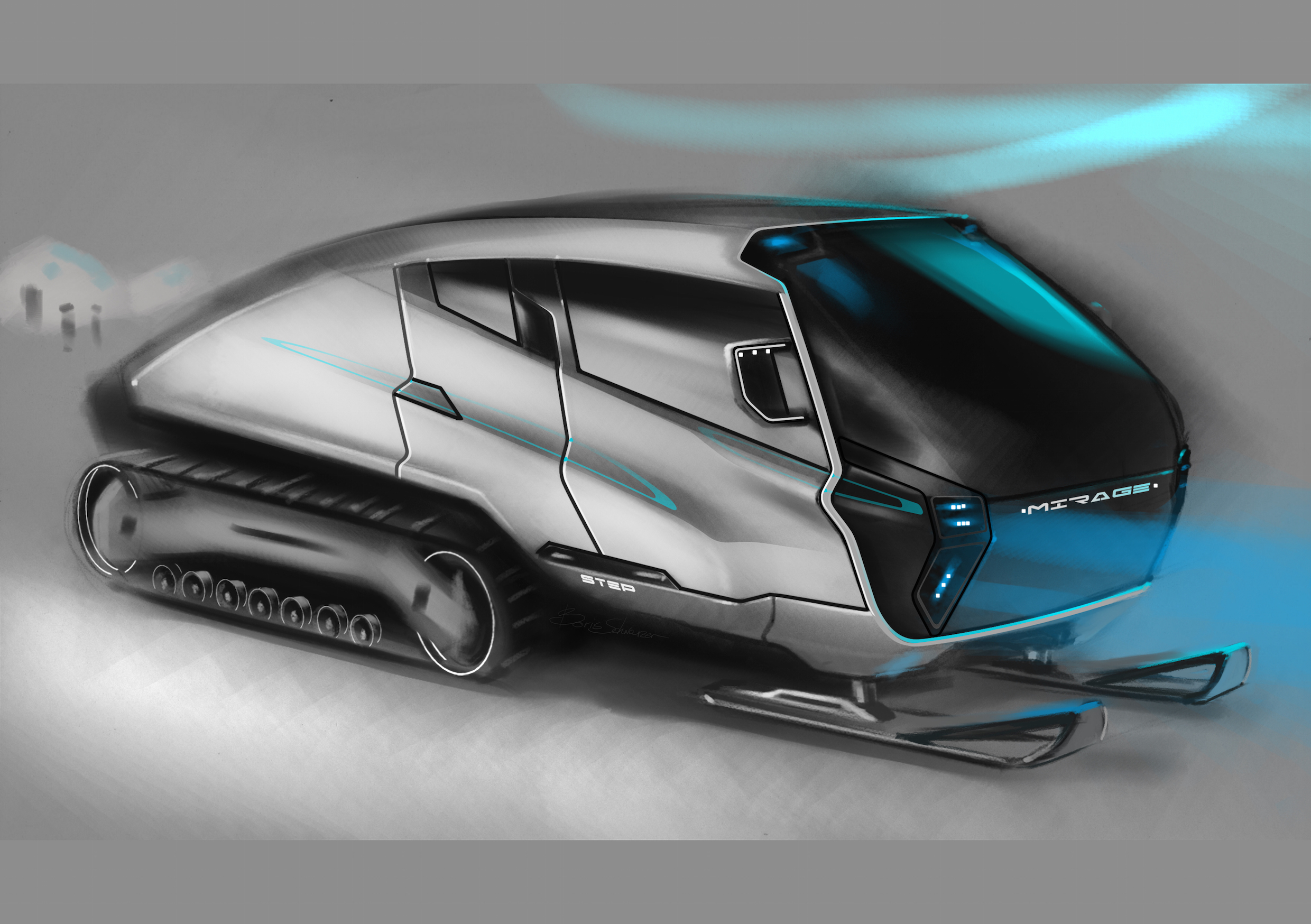
Mirage
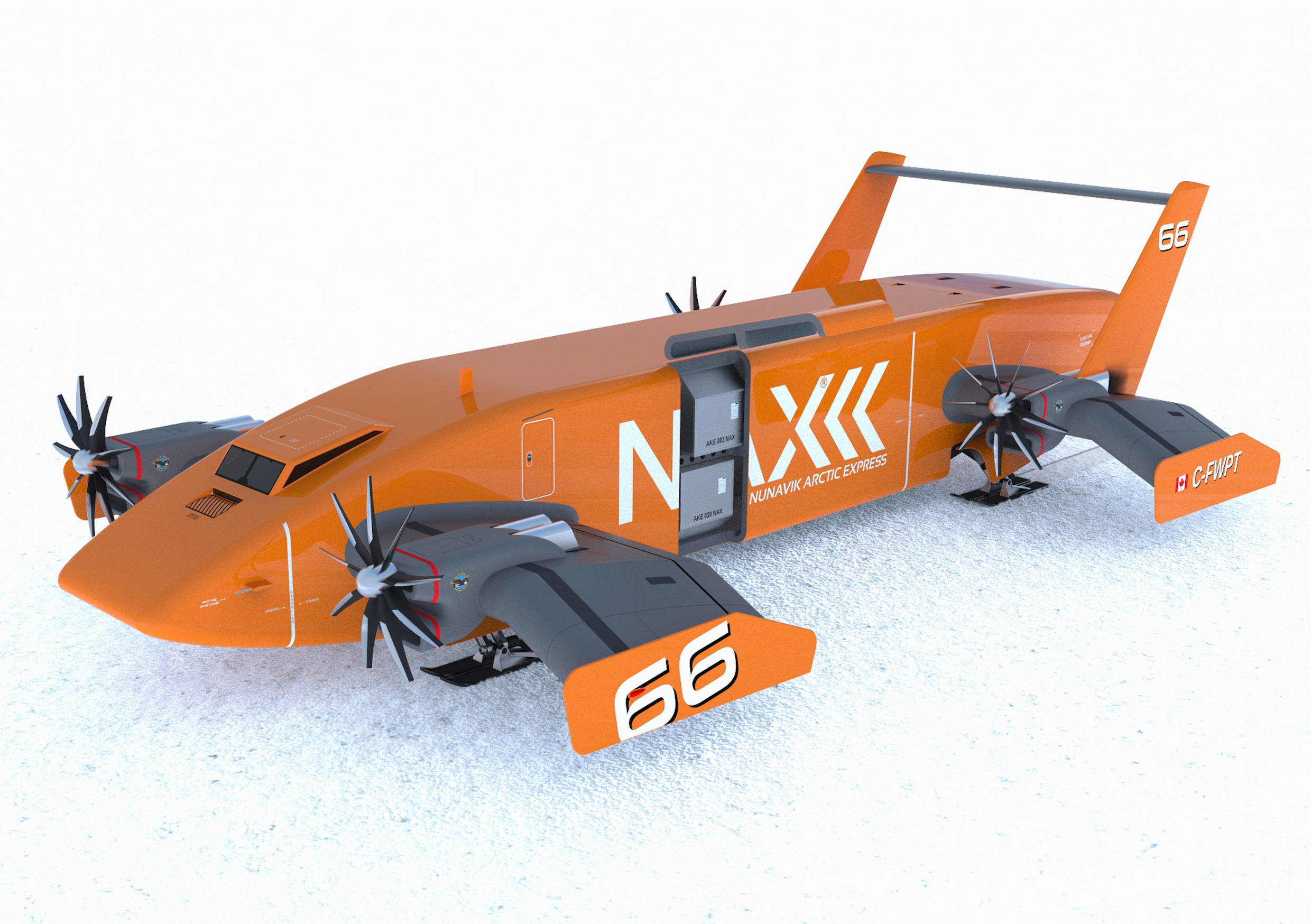
Nunavik
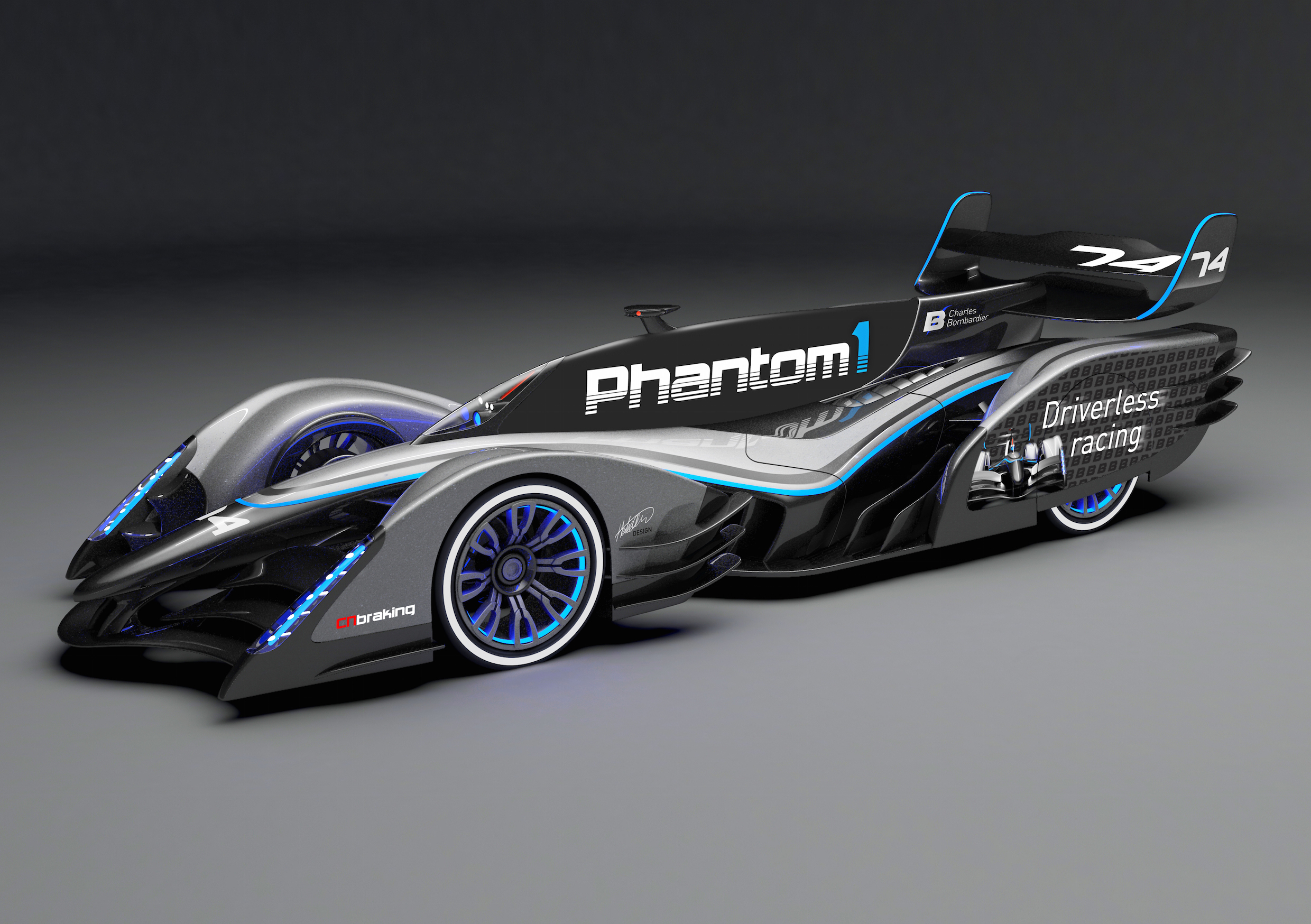
Phantom 1
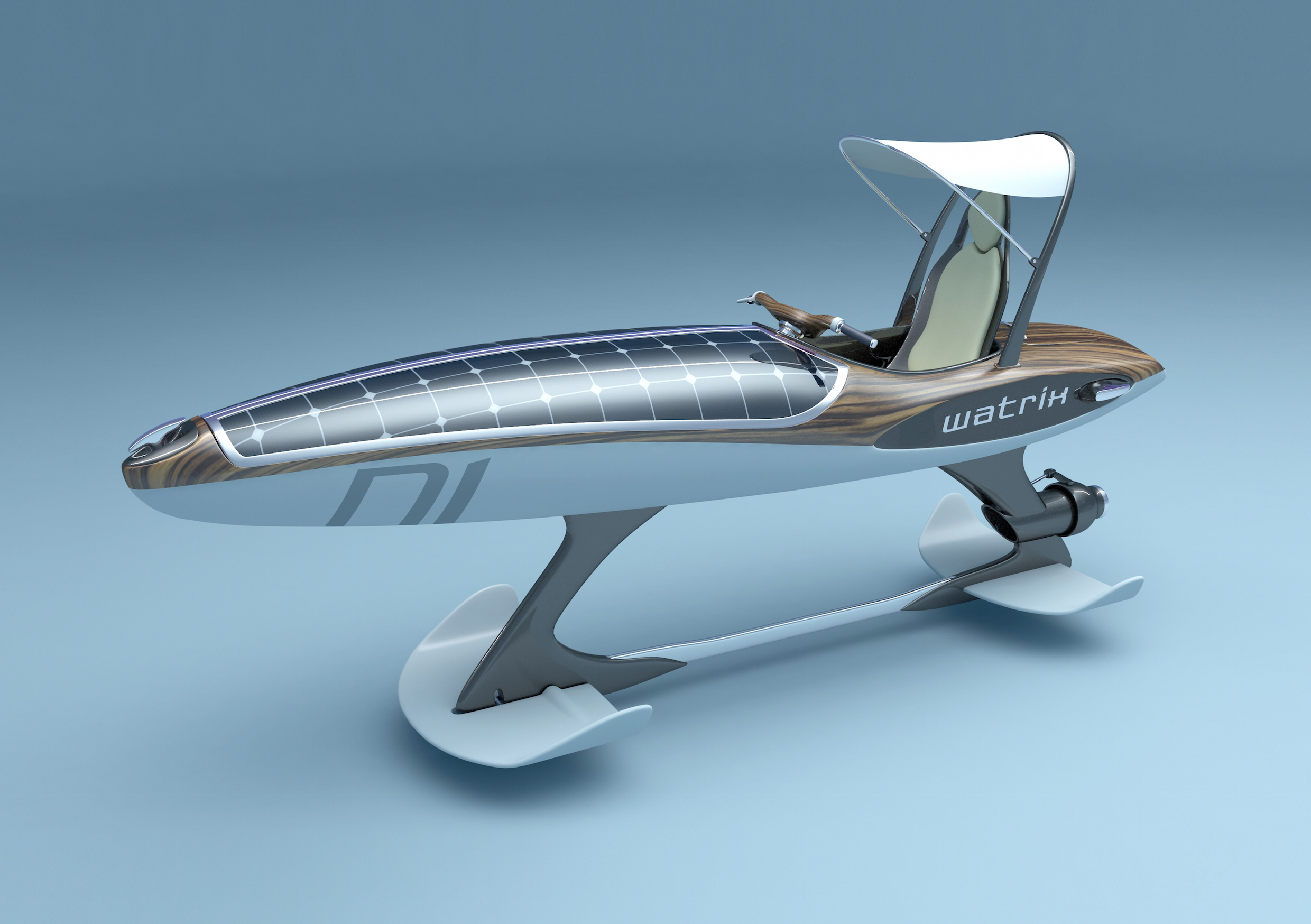
Watrix
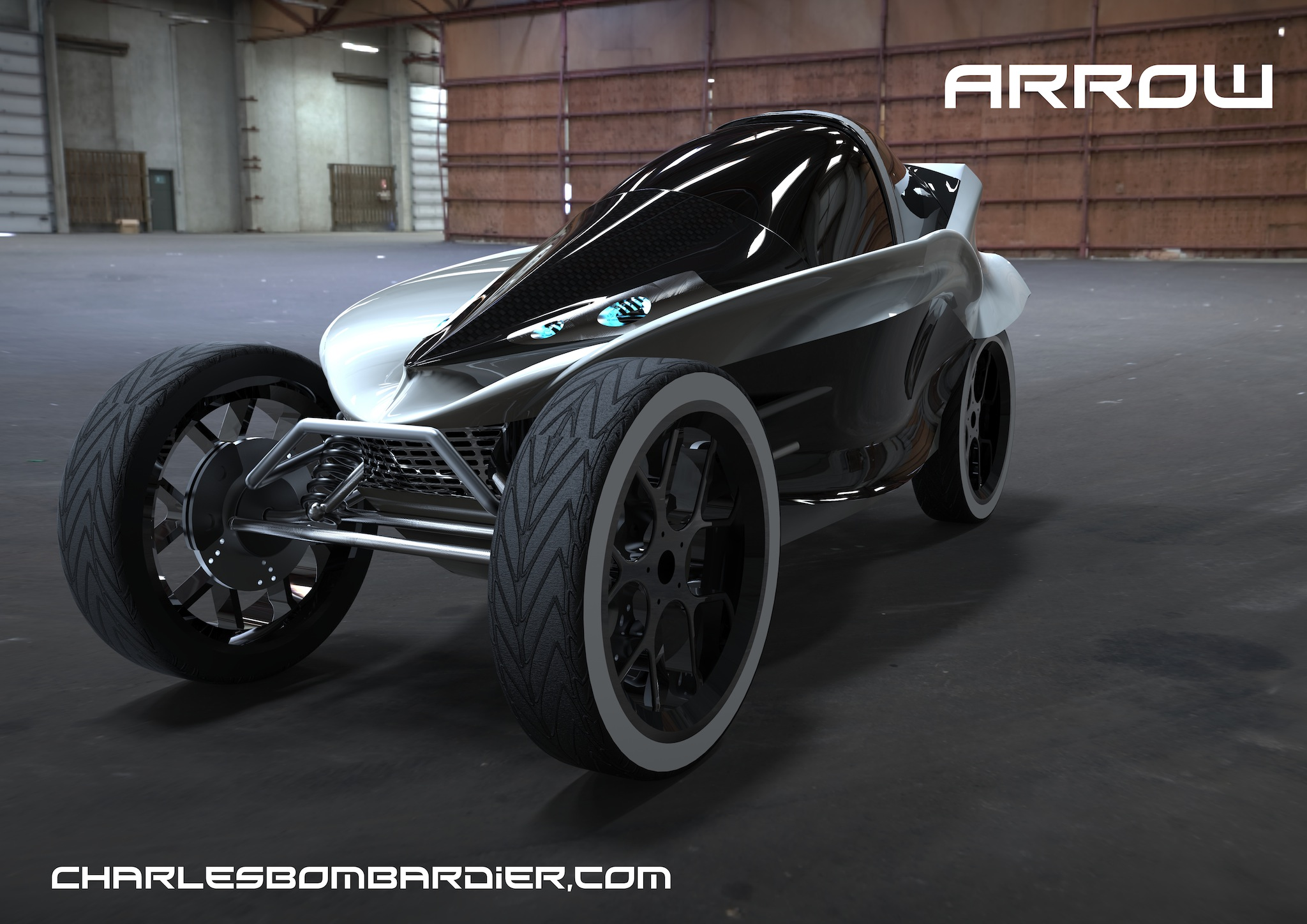
Arrow
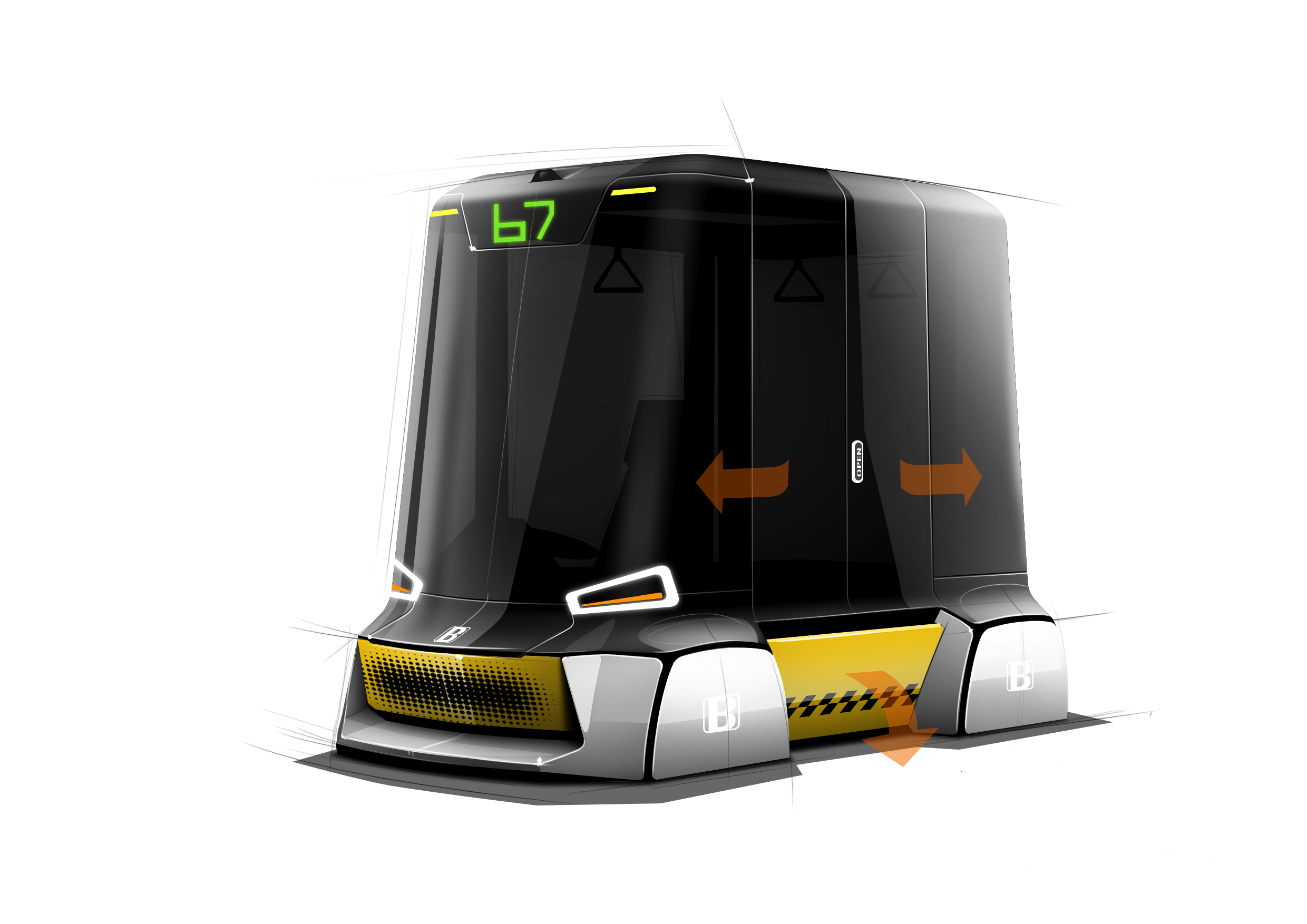
Otobuxi
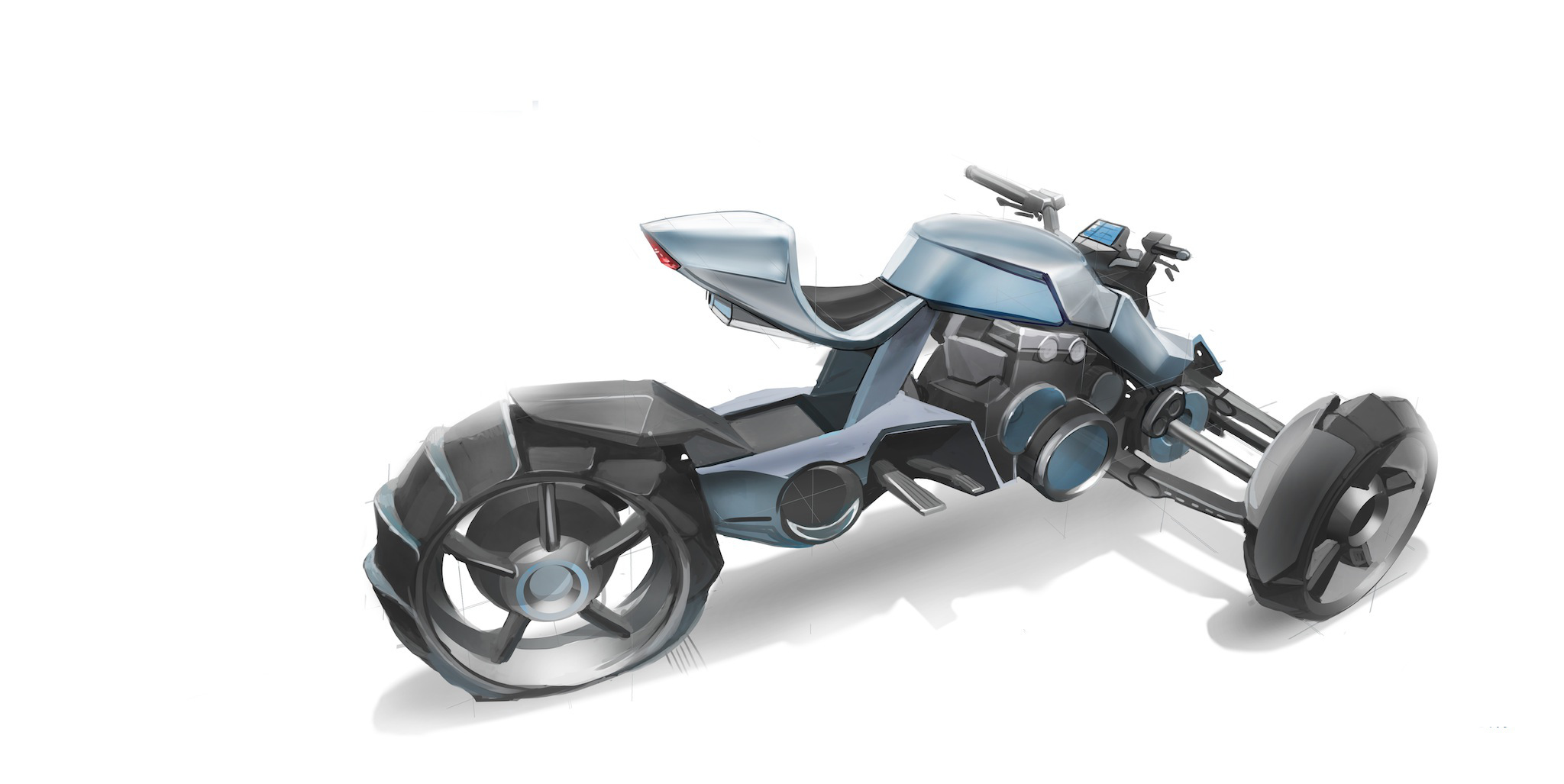
TrailTrike
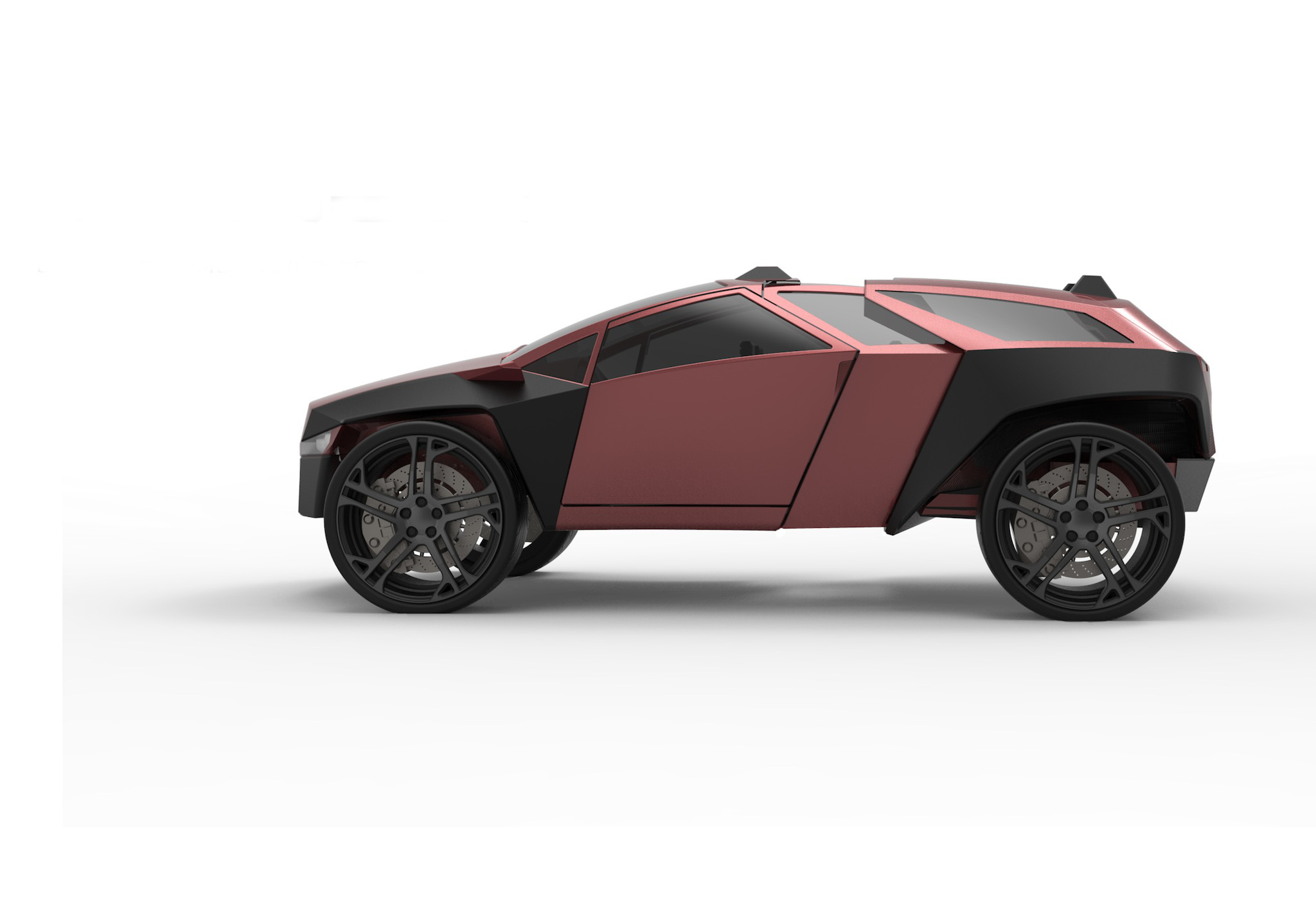
Apendix